# Criticism retoric
Criticismul retoric reprezintă o metodă calitativă de analiză a discursurilor datând încă din antichitate și fiind utilizată cu precădere de mari filozofi precum: Aristotel, Platon și Socrate.

## Metode
Cele mai utilizate metode de criticism retoric sunt următoarele:
- Metoda tradițională sau metoda neo-aristoteliană este prima metodă formală de criticism retoric și include atât analiza discursului propriu-zis, cât și analiza retorului.
- Metoda pentadei dramatice este înrădăcinată în munca lui Kenneth Burke și are la bază două ipoteze: prima este aceea că folosirea limbajului constituie o acțiune, iar cea de-a doua este ca oamenii construiesc și prezinta mesajele intr-un fel asemanator unei piese de teatru.
- Metoda narativă este asemuită lui Walter Fisher care a descoperit că o narațiune reprezintă mai mult decât un tip de argument, și anume o formă de bază a comunicării umane, o paradigmă pentru a înțelege mijloacele de comunicare.